# Visconde de Faria e Maia
Visconde de Faria e Maia é um título nobiliárquico criado pelo Rei D. Carlos I de Portugal, por Decreto de 27 de Fevereiro de 1890 e Carta de 16 de Abril de 1891, em favor de Francisco Machado de Faria e Maia.
Titulares
1. Francisco Machado de Faria e Maia, 1.º Visconde de Faria Maia;
2. Vicente Machado de Faria e Maia, 2.º Visconde de Faria e Maia.

Após a Implantação da República Portuguesa e o fim do sistema nobiliárquico, usaram o título: 
1. Vicente Machado de Faria e Maia, 3.º Visconde de Faria e Maia;
2. Maria Luísa Machado de Faria e Maia, 4.ª Viscondessa de Faria e Maia.